# Mount Keen
Der Mount Keen (Gälisch: Monadh Caoin, deutsch: Schöner Hügel) ist ein Berg in den schottischen Highlands. Er befindet sich etwa 50 km südwestlich von Aberdeen auf der Grenze zwischen Aberdeenshire und Angus. Die nächste größere Ortschaft ist das etwa zehn Kilometer nördliche gelegene Ballater. Seine Höhe wird mit 939 m ASL (3081 Fuß) angegeben, damit zählt er zu den 282 Munros Schottlands.

## Geografie
Der Mount Keen steht im äußersten Osten der südlichen Highlands, die auch als Grampian Mountains bezeichnet werden. Er wird im erweiterten Sinne der Berggruppe der Cairngorms zugerechnet, deren Hauptkette nordwestlich jenseits des Flusses Dee liegt. Das Gebirge ringsherum ist im Randbereich der Highlands und somit eher hügelig, steile Flanken und große Höhenunterschiede zwischen Tälern und Bergen gibt es hier kaum. Der Mount Keen ragt dabei zusammen mit seinem niedrigeren Nachbarn, dem Braid Cairn (887 m) (Koordinaten des Braid Cairn: 56° 58′ 22″ N, 2° 56′ 44″ W) als einzig markante Erhebung aus der baumlosen Landschaft weit sichtbar heraus. Der nächsthöhere Berg ist der ca. 15 km westlich gelegene Lochnagar.
Er erstreckt sich als flacher Bergrücken etwa zwei Kilometer ungefähr in nord-südlicher Richtung und überragt die direkte Umgebung um etwa 200 m. Auf der östlichen Bergseite verbindet ihn ein 765 m hoher Sattel mit dem Braid Cairn.

## Besteigung
Der Berg kann prinzipiell von zwei Seiten bestiegen werden, vom Süden aus dem Glen Mark und von Norden aus dem Glen Tanar.

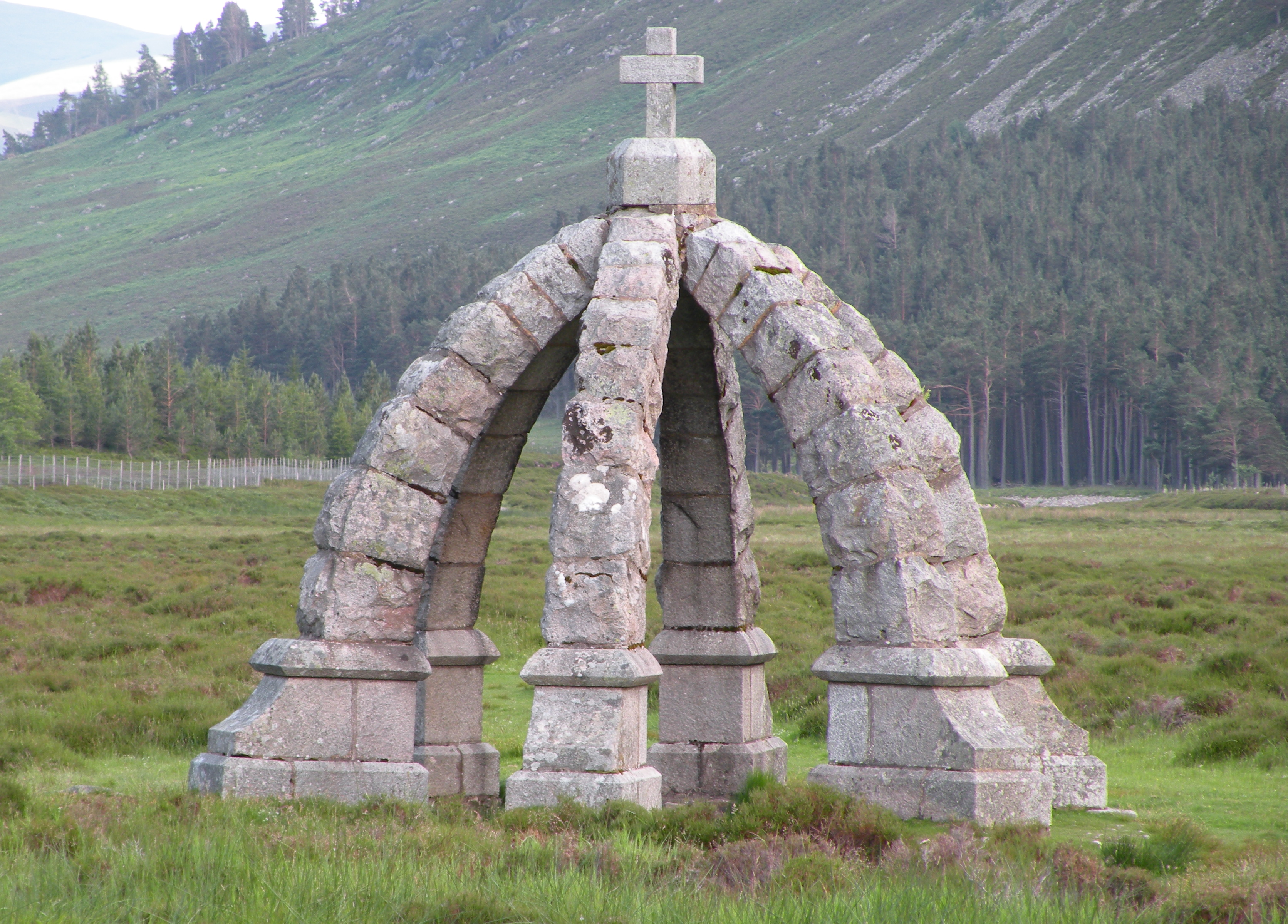
Das Queen’s Well Monument im Glen Mark (2009)

Im Süden startet der Pfad am Parkplatz des Gehöfts Auchronie und folgt zunächst für rund eine Stunde flach dem Glen Mark bis zum gleichnamigen verlassenen Hof. Kurz davor wird die gefasste Quelle Queen's Well passiert, die von einem etwa drei Meter großen, kronenförmigen Monument überspannt wird. Es wurde einst zu Ehren Queen Victorias erbaut. Ab dem Hof steigt der Weg für etwa eine Stunde steiler werdend im Tal des Ladder Burn auf ein Hochplateau an, von dem aus der Gipfel des Mount Keen zum ersten Mal zu sehen ist. Der Weg läuft nun nahezu geradeaus auf die südliche Flanke des Berges zu und folgt dieser in einer weiteren Stunde bis auf den Gipfel.
Der nördliche Weg ist wesentlich länger und startet am Parkplatz des Weilers Millfield, von wo aus in südlicher Richtung die Home Farm und das Glen Tanar House passiert werden. Der bewaldete Weg folgt dem Bach bis zur Half way hut, der „Hütte auf halbem Weg“, die nach etwa zwei Stunden erreicht wird. Nach weiteren zwei Stunden führt der Weg linkerhand über eine Brücke, die bei einem starken Hochwasser 2002 weggespült, aber zur besseren Zugänglichkeit des Berges wieder neu errichtet wurde. Der Pfad verlässt das Glen Tanar und steigt steil bis auf den Gipfel des Mount Keen an, der nach etwa 1,5 Stunden erreicht wird.